# آنانتا (کوسکو)
آنانتا (به اسپانیایی: Ananta) یک کوه در پرو است که در Peru, Cusco Region واقع شده‌است. آنانتا ۵٬۲۰۰ متر بالاتر از سطح دریا واقع شده‌است.